# إندغون أرجنتيني
إندغون أرجنتيني (الاسم العلمي:Endogone argentina) هو نوع من الفطريات يتبع جنس الإندغون من الفصيلة الإندغونية.